# Isidore Geoffroy Saint-Hilaire

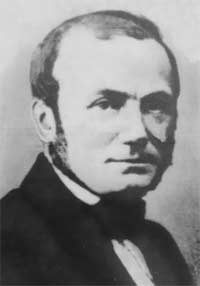
Isidore Geoffroy Saint-Hilaire

Isidore Geoffroy Saint-Hilaire (* 16. Dezember 1805 in Paris; † 10. November 1861 ebenda) war ein französischer Zoologe und Ethologe.

## Leben und Wirken
Geoffroy war der einzige Sohn des Zoologen Étienne Geoffroy Saint-Hilaire. Früh zeigte er eine Begabung für Mathematik, aber er wandte sich später doch der Naturgeschichte und der Medizin zu. Er wurde 1824 Assistent am Lehrstuhl seines Vaters. Von 1832 bis 1837 publizierte er sein großes teratologisches Werk Histoire générale et particulière des anomalies de l’organisation chez l’homme et les animaux.
Nach der Erlangung des medizinischen Doktortitels im Jahre 1829 (Propositions sur la monstruosité) übernahm Geoffroy für seinen Vater den zweiten Teil einer Vorlesungsreihe, die sich mit Ornithologie befasste, und in den folgenden drei Jahren lehrte er Zoologie an der Pariser Athénée und Teratologie an der École pratique des hautes études. Er wurde am 15. April 1833 zum Mitglied der Académie des sciences in Paris gewählt. 1837 unterstand er seinem Vater an der Fakultät für Wissenschaften der Pariser Universität, doch nach einem Jahr schon wurde er nach Bordeaux entsandt, um dort eine ähnliche Fakultät zu leiten.
Geoffroy wurde 1840 Inspektor der Pariser Académie des sciences, im folgenden Jahr in der Nachfolge seines Vaters Professor am Muséum national d’histoire naturelle in Paris. 1844 wurde er zum Generalinspektor der Pariser Universität ernannt, 1845 in den Königlichen Rat für das Schulwesen berufen. 1850 erhielt er den Ruf zum Professor für Zoologie an der Fakultät für Wissenschaften der Pariser Universität.
Geoffroy gründete 1854 die Pariser Société nationale d'acclimatation und wurde deren erster Vorsitzender. 1855 wurde er Mitglied der Deutschen Akademie der Naturforscher Leopoldina. 1856 wurde er als korrespondierendes Mitglied in die Russische Akademie der Wissenschaften in Sankt Petersburg aufgenommen.

## Schriften
- Memoir on an American bat. Phillips, London 1825.
- Considérations générales sur les monstres. Tastu, Paris 1826.
- On the females of pheasants, which assume the plumage of the male. Blackwood, Edinburgh 1827.
- Propositions sur la monstruosité. Didot le Jeune, Paris 1829.
- Principes de philosophie zoologique. Pichon & Didier, Paris 1830.
- Etudes Zoologiques. Lequien, Paris 1832.
- Histoire générale et particulìere des anomalies de l'organisation chez l'homme et les animaux ou Traité de tératologie. Baillière, Haumann & Cattoir, Paris, Brüssel 1832–37.
- Atlas contenant 20 planches avec leur explication et Table generale des matieres. Paris 1837.
- Notice sur la zoologie. Delossy & Bouchard-Huzard, Paris 1838.
- Essais de zoologie générale ou Mémoires et notices sur la zoologie générale, l'anthropologie et l'histoire de la science. Roret, 
Paris 1841–44.
- Description des collections de Victor Jacquemont. Didot, Paris 1842–45.
- Storia naturale dei mammiferi. Mailand 1844.
- Vie, travaux et doctrine scientifique d'Étienne Geoffroy Saint-Hilaire. Bertrand, Paris 1847.
- Lakanal, sa vie, ses travaux à la Convention et au Conseil des Cinq-cents. Joubert, Paris 1849.
- Catalogue méthodique de la collection des mamifères, de la collection des oiseaux et des collections annexes. Gide & Baudry, Paris 1851.
- Note on some bones and eggs found at Madagascar, in recent alluvia, belonging to a gigantic bird. London, 1851.
- Domestication et naturalisation des animaux utiles. Dusacq, Paris 1854.
- Histoire naturelle générale des règnes organiques, principalement étudiée chez l'homme et les animaux. Masson, Paris 1854–62.
- Lettres sur les substances alimentaires et particulièrement sur la viande de cheval. Masson, Paris 1856.
- Discours prononcé sur le tombe de M. Duméril. Paris 1860.
- Acclimatation et domestication des animaux utiles. Maison rustique, Paris 1861.